# 舎密局
舎密局（せいみきょく）は、明治維新期における化学技術の研究・教育、および勧業のために作られた官営・公営機関。

## 概要
明治2年（1869年）に大阪、翌明治3年（1870年）に京都にそれぞれ設置され、前者を「大阪舎密局」、後者を「京都舎密局」と称する。なかでも大阪舎密局は第三高等学校（京都大学の前身校）の源流となったこともあって、「舎密局」の名称は大阪の方のみを指すこともある。
「舎密局」の「舎密」とは、幕末期に広く使用された、蘭語のchemie（化学）に対する当て字（例えば宇田川榕菴の著書『舎密開宗』など）であり、当時、実生活に対する洋学（科学）の応用という点で化学が特に重視されたことに関わる命名である。

## 沿革

### 大阪舎密局
幕末期、幕府の洋学教育研究機関である開成所に理化学校を建設する構想があったが、維新期の混乱により実現せず、明治元年（1868年）、後藤象二郎と小松帯刀の建言により、戦乱を避けて学校の設備を大阪に移転し、ここに理化学校を設立することが決定された。その年大坂城西の大手通旧京橋口御定番屋敷跡（現・中央区大手前三丁目１番）に新校舎が建設され、翌明治2年5月1日（1869年6月10日）旧開成所のオランダ人化学教師ハラタマを教頭として大阪舎密局が開校された。この時のハラタマの講演は『舎密局開講之説』として同年舎密局より刊行され、以降、ハラタマやリッテル（ハラタマの後任教頭）ら外国人教師による講義録が多数刊行され、化学の啓蒙に資した。
開校時の舎密局は大阪府の管轄であったが、明治3年（1870年）4月、大学（文部省の前身）に移管され、同年5月26日（6月24日）には学則を改正して「理学校」（理学所とも）に改編、ついで10月24日（11月27日）には大阪開成所（第三高等学校の源流の一つ）の分局となった。しかし明治5年8月3日（1872年9月5日）、学制公布にともなう大阪開成所の「第四大学区第一番中学」への改編により、舎密局以来の理化学教育は廃止された。跡地には明治8年（1875年）に大阪司薬所（大阪衛生試験所の前身）が設立された。

### 京都舎密局
明治3年（1870年）10月、大阪舎密局でハラタマに学び京都府に出仕した明石博高により中京区夷川通河原町東入に設立され同年12月開所した。石鹸・氷砂糖・ガラス・漂泊粉を始めとするさまざまな工業製品の製造指導や薬物検定を行った。舎密局自体は京都府の管轄であったが、明治8年（1875年）2月には文部省管轄の「京都司薬場」が併設され、オランダ人教師ヘールツ（ゲールツ）による理化学の講義が翌年8月の廃止まで行われた。舎密局は後任の外国人教師としてワグネルを招聘して化学校教師とするとともに七宝焼などの製造改良を指導させた（彼に師事したうちの一人が島津源蔵である）。
明治14年（1881年）に京都府が舎密局を廃止したさい、主宰者たる明石は設備の払い下げを受けしばらく経営を続けたが、明治17年（1884年）には高木文平に譲渡され「京都倶楽部」と改称された。
跡地は銅駝小学校となり、現在は京都市立美術工芸高等学校が建つ。

## 関連書籍
単行書
- 『京都大学百年史 総説編』第1巻 京都大学後援会、1998年

事典項目
- 時野谷勝 「舎密局」 『日本近現代史辞典』 東洋経済新報社、1979年
- 芝哲夫 「大阪舎密局」「京都舎密局」「舎密局開講之説」 『洋学史事典』 雄松堂出版、1984年
- 向井晃 「舎密局」 『国史大辞典』第8巻 吉川弘文館、1987年
- 亀山哲也 「舎密局」 『日本史大事典』第4巻 平凡社、1993年
- 塚原東吾 「舎密局」 『日本歴史大事典』第2巻 小学館、2000年